# Call of Duty 3
Call of Duty 3 é um jogo eletrônico de tiro em primeira pessoa de 2006 desenvolvido pela Treyarch e publicado pela Activision. É o terceiro título principal da série Call of Duty. Foi lançado para PlayStation 3, Xbox 360, Wii, PlayStation 2 e Xbox. Foi um título de lançamento para o PlayStation 3 e Wii na América do Norte, Europa e Austrália. É também o único título principal da série a não ser lançado no PC.
O jogo recebeu críticas positivas no lançamento e recebeu vários prêmios e indicações. Avaliações retrospectivas foram mais negativas, com críticos criticando o jogo por falta de inovação após seus predecessores, embora alguns tenham notado que o jogo apresentava elementos que seriam incorporados em jogos posteriores da série.

## Jogabilidade
Call of Duty 3 é um jogo de tiro em primeira pessoa que tem um modo de campanha para um jogador e um modo multiplayer. É mais aberto, dando ao jogador vários caminhos para completar os objetivos, mas funciona de forma semelhante ao título anterior da série. Os jogadores lutam ao lado de companheiros de equipe controlados por IA contra inimigos que usam vários padrões de ataque, se escondem atrás de cobertura e se reagrupam para posições defensivas melhoradas.
Um personagem pode ser posicionado em uma das três posições: em pé, agachado ou deitado, cada uma afetando a taxa de movimento e a precisão do jogador. Duas armas de fogo podem ser transportadas, e ambas granadas de fragmentação e fumaça também podem ser equipadas; ao contrário das edições anteriores da série, os jogadores têm a capacidade de lançar granadas de volta ao inimigo. Armas e munição de inimigos caídos ou aliados podem ser escolhidos para substituir as armas no inventário do jogador. Um jogador pode disparar do quadril ou mirar na mira de ferro da arma para aumentar a precisão. A bússola no heads-up display (HUD) ajuda o jogador a navegar para o localização de cada objetivo.
Usar cobertura ajuda o jogador a evitar o fogo inimigo ou recuperar a saúde depois de sofrer danos significativos. Semelhante a Call of Duty 2, as bordas da tela ficam vermelhas e os batimentos cardíacos do personagem aumentam de volume, indicando que a saúde do jogador está baixa; ele pode ser reabastecido através de um sistema de recuperação automática quando o personagem não está tomando dano.
Assim como nos jogos anteriores, Call of Duty 3 começa com um pequeno tutorial de treinamento básico, ensinando os movimentos como mirar, atirar, arremessar granadas de fragmentação, fumaça e agachar. Os objetivos são marcados no HUD do jogo; estes incluem fazer com que o personagem chegue a um ponto de checagem, eliminar inimigos em um local especificado, guarnecendo um tanque e marcando alvos para ataques. Call of Duty 3 introduz sequências de combates corpo a corpo e múltiplas ações para armar explosivos, que exigem que o jogador pressione botões em sequências para progredir. Além disso, três missões da campanha britânica colocam o jogador no comando de um veículo para se locomover, mudando a jogabilidade habitual de tiro em primeira pessoa para um jogo de condução – incluindo a visão em primeira pessoa do volante, podendo acelerar e freiar.

## Sinopse

### História
Assim como seus antecessores, Call of Duty 3 situa-se durante a Segunda Guerra Mundial, porém, os eventos do jogo ocorrem exclusivamente no ano de 1944, durante a libertação da França pelos Aliados, um mês após os Desembarques da Normandia (Dia D). Os eventos da história são focados em um momento específico da guerra; após a captura do porto de Cherbourg em 26 de junho, os Aliados lançaram a Operação Cobra (parte da Operação Overlord) em julho de 1944, com o objetivo de libertar a área sul e leste da Normandia para além das cabeças de praia, consequentemente levando cinquenta mil soldados alemães a serem presos no Bolso de Falaise pelo rápido avanço das forças aliadas americanas pelo sudoeste, e britânicas, polacas e canadenses pelo nordeste. O jogo se inicia com a batalha por Saint-Lô, e o enredo abrange os esforços dos Aliados para fechar o bolsão e a luta final pela cidade de Chambois. Este último combate decisivo encerrou a Batalha da Normandia quando os Aliados libertaram Paris no final de agosto de 1944.
Existem 14 missões da campanha jogáveis. Ao contrário dos dois últimos jogos da série, que se baseavam em campanhas e eventos separados, os eventos de Call of Duty 3 são baseados em uma única campanha combinada, com o jogador alternando entre soldados de quatro países aliados que participaram da Batalha da Normandia. Seus respectivos personagens são apresentados no enredo, assim como personagens de apoio para cada etapa da história. O jogador controla um soldado americano (recruta Nichols), um soldado britânico (sargento James Doyle), um operador de tanque polaco (Bohater) e um soldado canadense (soldado de 1ª Classe Joe Cole). Durante a campanha britânica, os jogadores trabalham em conjunto com a Resistência Francesa Maquis da França Livre.

### Campanha americana
Na campanha americana, o jogador controla o soldado Nichols, substituto da 29ª Divisão de Infantaria. Após um treinamento básico com o soldado Leroy Huxley nas cercanias da cidade, o esquadrão de Nichols participa na ofensiva final e na captura de Saint-Lô. Durante a batalha, o transtornado veterano - sargento Frank McCullin, encontra e adiciona um operador de rádio chamado Salvadore Guzzo ao esquadrão contra a sua vontade. Depois da batalha de Saint-Lô, eles se juntam à 90ª Divisão de Infantaria como reforços para ajudar a tomar as sebes rurais bem defendidas de Saint-Germain-sur-Sèves.
O esquadrão ataca cidade de Mayenne para capturar sua ponte. O sargento McCullin desarma as bombas alemãs instaladas na ponte, mas é mortalmente ferido por uma explosão de artilharia. Devido a morte de McCullin, o qualificado cabo Mike Dixon é promovido a sargento para assumir o comando do esquadrão. Pouco tempo depois, Dixon lidera o esquadrão para limpar a região florestal Forêt d'Écouves, ao norte de Alençon, e localizar uma companhia de engenheiros de combate. Na floresta, um engenheiro sobrevivente revela que seu depósito de suprimentos foi emboscado juntamente com comboios americanos no caminho. O esquadrão recaptura o depósito e destrói uma barricada com morteiros. Eles então ajudam na libertação de uma encruzilhada em Le Bourg-Saint-Léonard, prendendo as forças alemãs restantes ao fechar o Bolsão de Falaise, antes de receberem ordens de defender Chambois dos alemães que recuam.
Em Chambois, as unidades americanas resistem aos comboios alemães em fuga – incluindo tanques Panzer IV e Tiger I. Guzzo tenta pedir apoio aéreo pelo rádio, mas é ferido. Nichols e Dixon o resgatam quando o apoio aéreo chega, mas Dixon é baleado e morto. Guzzo assume o comando e o esquadrão defende a cidade enquanto a Força Aérea Aliada elimina os tanques inimigos forçando os alemães a se renderem. Dois dias depois, Guzzo é promovido a sargento e Nichols e Huxley são promovidos a cabo, antes de viajarem para libertar Paris.

### Campanha britânica
Na campanha britânica, o jogador controla o Sargento James Doyle, membro de um regimento do SAS, que é enviado a França para auxiliar a Resistência Maquis. O esquadrão de Doyle liderado pelo major Gerald Ingram – que também inclui o cabo Duncan Keith, salta de paraquedas em solo francês após terem seu Handley Page Halifax abatido por fogo anti-aéreo. No solo, Doyle é resgatado por Pierre LaRoche, o líder do Maquis, e se reagrupa com seu esquadrão e membros da resistência, incluindo um membro feminino – Isabelle DuFontaine. O grupo ataca uma velha mansão para libertar um membro Maquis desaparecido, Marcel, e destroem a artilharia alemã de canhões 88 no processo.
O SAS e Maquis lançam um ataque a uma usina de combustível alemã e conseguem destruir seu combustível e cortar as linhas de suprimento dos alemães na França. Doyle, Keith, Marcel e os outros conseguem escapar, mas o veículo de Ingram bate e ele aparentemente morre, causando um impasse entre Keith e os membros da resistência, da qual Keith acusa um de seus membros – Marcel de ser um colaborador dos alemães. O grupo posteriormente recebe informações de que Ingram está vivo e mantido em cativeiro em uma vila rural em Les Ormes. Doyle e Keith resgatam Ingram e três Maquis capturados, antes de se defenderem de um contra-ataque alemão, no qual Isabelle é morta.

### Campanha canadense
Na campanha canadense, o jogador controla o soldado Joe Cole do The Argyll and Sutherland Highlanders da 4ª Divisão Blindada Canadense, liderado pelo veterano tenente Jean-Guy Robichaud.
Perto de Tilly-la-Campagne, o pelotão ataca um grupo de baterias de artilharia alemã na Operação Totalize, antes de se mover para capturar um complexo industrial controlado pelos alemães, impedindo um contra-ataque inimigo. O pelotão mais tarde limpa uma área de floresta e rio perto de Falaise de várias posições anti-tanque e uma frota de veículos alemães – para que os comboios aliados possam prosseguir. Enquanto avança com outras unidades para socorrer as forças polonesas que defendem a Colina 262, o soldado operador de rádio Leslie Baron se transfere para a 1ª Divisão Blindada Polonesa para substituir seu operador de rádio.
O esquadrão de Cole resgata uma tripulação de tanque presa em St. Lambert-sur-Dives e, com a ajuda deles, captura a cidade. O esquadrão é atacado por um tanque King Tiger, e o sargento Jonathan Callard detona manualmente as cargas em um estoque de munição abaixo do solo para destruí-lo, sacrificando-se. Robichaud recomenda Callard para a Cruz de Vitória e promove Cole a cabo. A unidade se junta aos reforços canadenses para ajudar os poloneses.

### Campanha polonesa
A campanha polonesa gira em torno do cabo "Bohater" Wojciech, um motorista de um Sherman Firefly da 1ª Divisão Blindada Polonesa, e sua tripulação liderada pelo major Stan "Papa Jack" Jackowicz, incluindo o cabo Joakim "Lucky Rudd" Rudinski, sargento Łukasz "Bang Boom" Kolwalski e o soldado Marek "Beksa" Ulan. A tripulação inicialmente ajuda no avanço das forças canadenses e britânicas perto de Caen – incluindo a caça a um comandante de tanque alemão conhecido como The Black Baron (Michael Wittmann). A 1ª Divisão Blindada então avança pelo flanco nordeste de Chambois em Mont-Ormel, e se envolve na batalha para capturar e defender a Colina 262.
Defendendo a colina, a tripulação sofre um ataque dos remanescentes do 7º Exército alemão em sua tentativa de escapar do Bolsão de Falaise. O tanque de Bohater é destruído, forçando a tripulação a lutar a pé ao lado da infantaria polonesa. Durante a defesa frenética, o sargento Łukasz Kowalski é morto por um tanque inimigo. Com sua posição defensiva invadida, a tripulação e a infantaria polonesa recua em direção ao hospital de campo no cume da Colina 262. Leslie Baron se junta a eles e ajuda a fornecer apoio de artilharia para destruir tanques alemães, mas é morto quando se recusa a recuar. No cume, uma grande força alemã de contra-ataque e tanques chega, o cabo Joakim Rudinski é morto no processo. Depois de muitos combates no cume para defender o posto de socorro, a Força Aérea Real Canadense e os reforços canadenses chegam e repelem os alemães, deixando a Colina 262 nas mãos dos Aliados.

## Multijogador
Além da campanha para um jogador, Call of Duty 3 apresenta uma ampla variedade de modos multijogador para os jogadores participarem — cada equipe permite até 24 jogadores no PlayStation 3 e Xbox 360 e 16 no PlayStation 2 e Xbox em uma única partida. Isso apenas no modo online. Todos os modos de jogo em equipe apresentam classe de soldados, veículos e armamento dos Aliados representados pelos Estados Unidos e do Eixo representados pela Alemanha. Os recursos multijogador estão ausentes da edição Wii.
É o primeiro jogo da série Call of Duty a introduzir dois modos de jogo diferentes. O modo "Normalizado" foi adicionado para permitir aos jogadores de console uma maneira de se ajustar à caixa de morte menor de Call of Duty, sua expansão United Offensive e Call of Duty 2.
No Xbox 360, Call of Duty 3 divide seu aspecto multijogador em partidas de Jogador e Ranqueadas. As partidas de jogadores permitem que os jogadores convidem outros jogadores para seus jogos, mas não contribuem com pontos para o quadro de líderes ou desbloqueiam Conquistas. Partidas ranqueadas colocam o jogador com e contra equipes de jogadores aleatórios, e contribuem para pontos de jogador e permitem que os jogadores desbloqueiem Conquistas.

## Conteúdo para download
Três pacotes de mapas foram lançados para o jogo multijogador do Xbox 360 no Xbox Live Marketplace. O primeiro, "Champs", foi lançado para download gratuito em 11 de janeiro de 2007 e continha um único mapa autointitulado. O pacote de mapas "Valor" continha cinco novos mapas: "Crossing", "Ironclad", "La Bourgade", "Stalag 23" e "Wildwood". O pacote foi lançado em 27 de janeiro de 2007 por 800 MP (US$ 10). O pacote de mapas final, "Bravo", continha cinco novos mapas, dos quais dois foram refeitos de Call of Duty: United Offensive: "Gare Centrale", "Marseilles", "Aller Haut", "Seine River" e "Rimling". O pacote foi lançado em 31 de maio de 2007, por 800 MP. O preço do mapa os pacotes foram posteriormente reduzidos para 400 MP (US$ 5) cada.

## Desenvolvimento
Call of Duty 3 foi revelado pela Activision pouco antes da E3 de 2006. Foi revelado que a Treyarch estaria desenvolvendo o título (o segundo na série depois de Call of Duty 2: Big Red One), que foi definido para ser lançado no final daquele ano. O jogo estaria rodando no motor interno da Treyarch, NGL. Este jogo serviu como um lançamento título para o PlayStation 3 e Wii na América do Norte, Europa e Austrália. Foi também o único título importante de Call of Duty a não ser lançado para PC e a única sequência numérica até o momento a ter sido um jogo exclusivo para console.
Em uma entrevista, o produtor sênior, Noah Heller, revelou que a equipe teve oito meses para desenvolver Call of Duty 3.

## Recepção
Call of Duty 3 recebeu críticas "geralmente positivas" em todas as plataformas, exceto para o Wii, onde recebeu críticas "mistas ou médias", de acordo com o agregador Metacritic. A IGN deu nota de 8,8, enquanto a GameSpot deu 8.2. O jogo ganhou vários prêmios de publicações de melhor shooter e design de som. Institutos como a Academy of Interactive Arts and Sciences premiaram o jogo por Outstanding Achievement in Sound Design em 2007.

### Vendas
Após o lançamento, Call of Duty 3 foi um dos títulos mais vendidos de novembro de 2006 nos Estados Unidos. O jogo estreou em 3º lugar nas paradas do Reino Unido e caiu da lista dos 10 primeiros em fevereiro de 2007. No final de 2006, o jogo havia vendido aproximadamente 1,1 milhão de unidades nos Estados Unidos, de acordo com NPD Group. Em 3 de fevereiro de 2007, as vendas totais nos Estados Unidos foram de 2 milhões de unidades. Os lançamentos de Call of Duty 3 para Xbox 360 e PlayStation 2 receberam um prêmio de vendas "Platinum" da Entertainment and Leisure Software Publishers Association (ELSPA), indicando vendas de pelo menos 300.000 cópias por versão no Reino Unido. Em novembro de 2013, o jogo vendeu 7,2 milhões de cópias em todo o mundo.